# Sobre a Guerra contra os Turcos

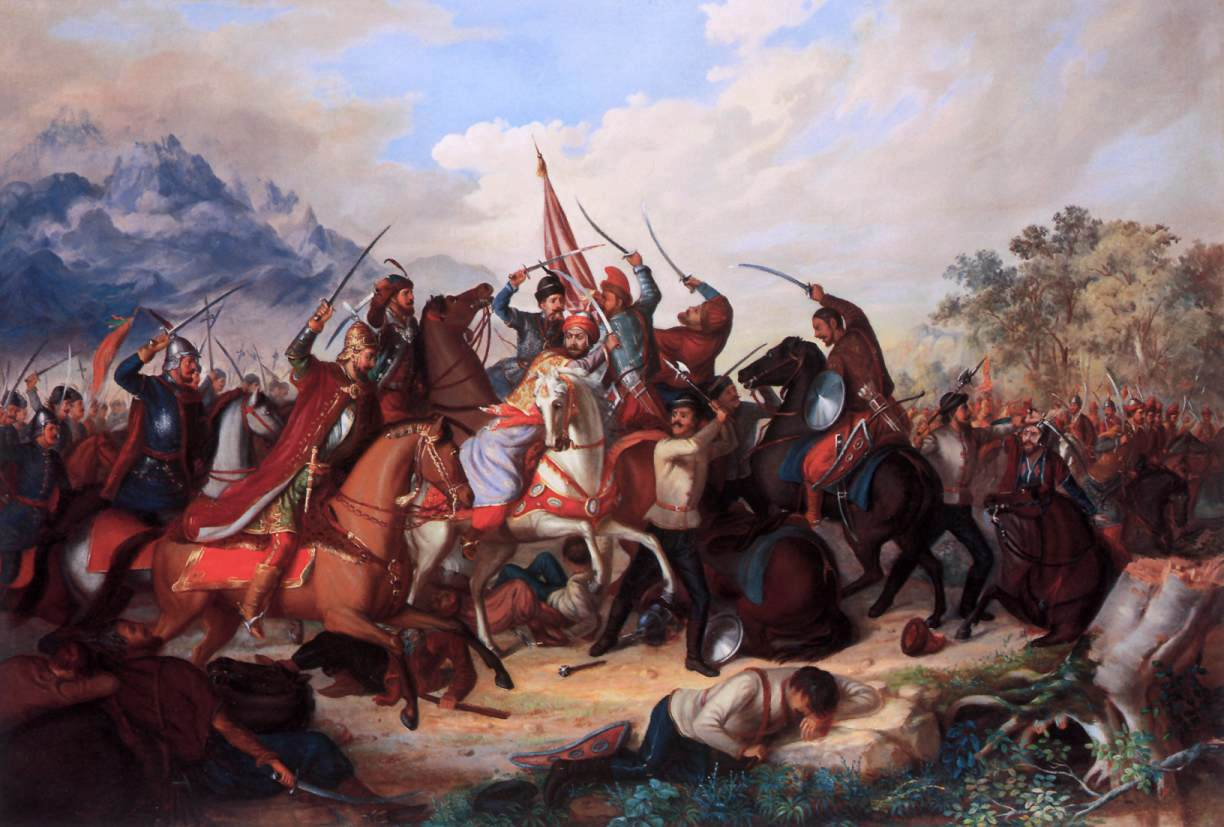
"Cena da Guerra contra os Turcos" (1857) de Bálint Kiss.

Sobre a Guerra contra os Turcos (em alemão:  Vom Kriege wider die Türken) é um livro escrito por Martinho Lutero em 1528 e publicado em 1529. Trata-se de um dos vários panfletos e sermões de Lutero sobre o islã e a resistência ao Império Otomano durante o crítico período de expansão muçulmana na Europa, marcado pela captura de Buda em 1526 e o Cerco de Viena em 1529.

## Conteúdo
Em sua obra "Explicação sobre as Noventa e Cinco Teses" Lutero já havia defendido contra a resistência aos turcos, que ele considerava como sendo um flagelo enviado intencionalmente por Deus para punir os cristãos pecadores, pois resistir seria equivalente a resistir à vontade de Deus. Esta opinião foi inicialmente compartilhada por Erasmo também, mas foi duramente criticada por autores como Thomas More:
| “ | É uma gentil santidade se abster por devoção de resistir aos turcos e, ao mesmo tempo, se levantar em tumultos e lutar contra cristãos, e destruir, como essa seita fez, muitas boas casas religiosas, despojou, aleijou e assassinou muitos bons e virtuosos homens, roubou, profanou e demoliu muitas sagradas igrejas de Cristo. | ” |

Porém, em 1528, com o avanço turco cada vez mais ameaçador, Lutero mudou de opinião e escreveu "Sobre a Guerra contra os Turcos". No ano seguinte pregou o "Sermão contra os Turcos" encorajando os alemães e o imperador Carlos V a resistirem à invasão.
Comparado com sua raiva sobre o que ele percebia como uma teimosia "irritante mas não incurável" em relação ao judaísmo, a posição de Lutero sobre o islã revela uma atitude de desesperança e de aceitação do fracasso de qualquer tentativa de conversão, o que resultou numa condenação mais branda. Por outro lado, Lutero criticou extensivamente os princípios do islã e afirmou que a não valia a pena lutar contra a prática da fé islâmica:
| “ | Deixem os turcos acreditarem e viverem como quiserem da mesma forma que deixamos o papado e outros falsos cristãos viverem. | ” |

Em "Sobre a Guerra contra os Turcos", Lutero é menos crítico em relação aos turcos do que em relação ao papa, a quem ele chama de Anticristo, ou aos judeus, a quem ele descreve como sendo "o diabo encarnado". Ele urge seus contemporâneos a perceberem que alguns turcos, guiados por suas crenças, tinham boas intenções. Ele se refere aos que eram favoráveis ao Império Otomano como "aqueles que de fato querem que os turcos venham e governem pois eles acreditam que o nosso povo alemão é selvagem e incivilizado – de fato eles são meio-demônio e meio-homem".
Ele também defendeu que a luta contra os turcos não deveria ser uma guerra santa e sim uma guerra secular travada em auto-defesa — e, portanto, não uma guerra para conquista de territórios e sim uma guerra para proteger as vidas e propriedades de seus vizinhos como ensina os Dez Mandamentos — liderada pelas autoridades seculares do imperador e os príncipes:
| “ | ...como se nosso povo fosse um exército de cristãos contra os turcos, que são inimigos de Cristo. Isto é absolutamente contrário à doutrina e ao nome de Cristo. | ” |